# 布罗登巴赫
布罗登巴赫是德国莱茵兰-普法尔茨州的一个市镇。总面积9.65平方公里，总人口579人，其中男性298人，女性281人（2011年12月31日），人口密度60人/平方公里。